# Протокол о трговини људима
Протокол за спречавање, сузбијање и кажњавање трговине људима, посебно женама и децом (који се такође назива Протокол о трговини људима или УН ТИП Протокол) протокол je који допуњава Конвенцију Уједињених нација против транснационалног организованог криминала. То је један од три протокола из Палерма, а остали су Протокол против кријумчарења миграната копном, морем и ваздухом и Протокол против недозвољене производње и трговине ватреним оружјем.
Његова почетна верзија је исписана 15. новембра 2000. године у Њујорку, а Генерална скупштина Уједињених нација усвојила га је децембра исте године на састанцима у Палерму, који су трајали од 12. до 15. децембра. Ступио је на снагу 25. децембра 2003. године. Од маја 2024. године ратификовало га је 182 странке, од којих је једна и Европска унија, па представља готово све државе и ентитете света.
Канцеларија Уједињених нација за дрогу и криминал (UNODC) одговорна је за спровођење Протокола. Она нуди практичну помоћ државама у изради нацрта закона, креирању свеобухватних националних стратегија за борбу против трговине људима и пружању помоћи у ресурсима за њихово спровођење.
У марту 2009. UNODC је покренуо Кампању ,,Плаво срце" за борбу против трговине људима, за подизање свести и за подстицање укључивања и подстицање акције.
Протокол обавезује државе, које су ратификовале, да спречавају и сузбијају трговину људима, штите и помажу жртвама трговине људима и промовишу сарадњу међу државама у циљу испуњавања тих циљева.